# NATO 합동 군사 기호
NATO 합동 군사 기호(合同軍事記號, NATO Joint Military Symbology) 또는 APP-6A, 지상 체계용 군사 기호(地上體系軍事記號, Military Symbols for Land Based Systems)은 군사 지도에서 사용되는 각종 기호의 NATO 표준으로 1999년 12월 공개되었다. APP-6A에 대한 NATO 표준 협약은 2000년 12월 공개된 STANAG 2019 (4판)에 포함되어 있다. APP-6A 은 기존의 APP-6을 대체하였고 2008년부터 APP-6B으로 대체되었다. 미국에는 APP-6A의 자매 표준인 MIL-STD-2525A이 있다. APP-6A 표준은 NATO 회원국들 간의 표준적인 기호들을 제공하여 호환성과 확장성, 그리고 지상 분야에서의 C4I와 군사 개발, 작전, 훈련에 있어서의 상호 이용성을 증가시킬 수 있다.

## 부대 기호
부대 기호는 가장 안쪽에 위치하여 해당 부대의 역할이나 목표에 대한 정보를 알려준다.
| 부대 기호 | 부대 종류                                                  |
| --------- | ---------------------------------------------------------- |
|           | 방공                                                       |
|           | 탄약 (탄약의 모양새를 따옴)                                |
|           | 대전차                                                     |
|           | 전차 (전차의 궤도를 의미)                                  |
|           | 야전 포병 (포병 휘장인 포탄을 간략화)                      |
|           | 회전익 항공기                                              |
|           | 고정익 항공기                                              |
|           | 교량                                                       |
|           | 전투근무지원                                               |
|           | 공병                                                       |
|           | 전자전                                                     |
|           | 폭발물 처리                                                |
|           | 연료 (POL: 석유(Petroleum), 기름(Oil), 윤활유(Lubricants)) |
|           | 야전 병원                                                  |
|           | 본부                                                       |
|           | 보병 (나폴레옹 시대의 교차된 탄띠에서 유래)                |
|           | 유지, 수리 및 가동                                         |
|           | 의료, 의무                                                 |
|           | 기상                                                       |
|           | 미사일                                                     |
|           | 박격포                                                     |
|           | 군사경찰 (또는 SP - Shore Patrol)                          |
|           | 해군                                                       |
|           | 화생방 방호                                                |
|           | 군수                                                       |
|           | 레이다                                                     |
|           | 심리전                                                     |
|           | 정찰 또는 수색, 기병                                       |
|           | 군사 통신                                                  |
|           | 특수부대                                                   |
|           | 특수작전부대 (특수부대와 같은 의미)                        |
|           | 보급                                                       |
|           | 지형(Topographical)                                        |
|           | 수송                                                       |
|           | 무인기                                                     |

## 표지 기호
이 기호들은 위의 기호들과 함께 쓰일 수 있다. 단 단독으로는 사용되지 못하고 다른 기호를 수식하는 용도로만 사용 가능하다.
| 표지 기호 | 의미                                    |
| --------- | --------------------------------------- |
|           | 공수부대 (낙하산 부대와 공중 강습 포함) |
|           | 낙하산병                                |
|           | 공중 기동                               |
|           | 수송기에 의한 공중 기동                 |
|           | 수륙 양용                               |
|           | 차량화                                  |
|           | 산악                                    |
|           | 로켓                                    |
|           | 차륜                                    |

## 일반적 조합
| 기호 | 의미                             | 예                                                                                            |
| ---- | -------------------------------- | --------------------------------------------------------------------------------------------- |
|      | 공수 보병                        | 82 공수 사단 (미국), 특수작전사단(Division Special Operations, Germany) 등                    |
|      | 기계화 보병(APC)                 | 미국 3 보병 사단(M113 APC 운용) 등                                                            |
|      | 기계화 보병(보병 전투 차량, IFV) | M2 브래들리, BMP-3 등                                                                         |
|      | 기갑 공병                        | M60A1 교량전차(Armored Vehicle Launched Bridge, AVLB) 등                                      |
|      | 자주대공포                       | FlaKPz 게파드, 9K22 퉁구스카 등                                                               |
|      | 자주포                           | M109 자주포, PzH 2000 등                                                                      |
|      | 다연장 로켓포                    | M270 MLRS 등                                                                                  |
|      | 지대공 미사일                    | MIM-104 패트리어트 등                                                                         |
|      | 공격 헬리콥터                    | AH-64 아파치, AH-1 코브라, 유로콥터 타이거, 밀 Mi-28, 카모프 Ka-50, 아구스타 A129 망구스타 등 |
|      | 중형 수송 헬리콥터               | CH-53E 슈퍼스탤리온, CH-46 시나이트, UH-60 블랙호크, 밀 Mi-17 등                              |
|      | 공중 급유                        | KC-135 스트래토탱커, 일류신 Il-78 등                                                          |
|      | 공수 기동 보급 수송              |                                                                                               |

## 편제 규모
부대 기호 위에는 다음과 같은 기호들을 사용하여 규모를 표시한다.
| 기호   | 이름                            | 병력                      | 구성 부대                                                | 지휘관 혹은 부대장             |
| ------ | ------------------------------- | ------------------------- | -------------------------------------------------------- | ------------------------------ |
| XXXXXX | 전역(Region) 또는 전구(Theater) | 1,000,000 ~ 10,000,000 명 | 4개 이상의 군집단                                        | 원수(5성 장군), 대장(4성 장군) |
| XXXXX  | 군집단(집단군, Army Group)      | 400,000 ~ 1,500,000 명    | 2개 이상의 야전군(군)                                    | 원수(5성 장군), 대장(4성 장군) |
| XXXX   | 야전군(군, Field Army)          | 80,000 ~ 200,000 명       | 2 ~ 4개 군단 또는 사단                                   | 대장(4성 장군), 중장(3성 장군) |
| XXX    | 군단(Corps)                     | 20,000 ~ 80,000 명        | 2개 이상의 사단                                          | 대장(4성 장군), 중장(3성 장군) |
| XX     | 사단(Division)                  | 3,000 ~ 15,000 명         | 2 ~ 4개 여단 또는 연대                                   | 중장(3성 장군), 소장(2성 장군) |
| X      | 여단(Brigade)                   | 2,000 ~ 5,000 명          | 2개 이상의 연대, 3 ~ 6개 대대                            | 소장(2성 장군) ~ 대령          |
| III    | 연대(Regiment)                  | 1,000 ~ 3,000 명          | 2개 이상의 대대 또는 중대                                | 대령                           |
| II     | 대대(Battalion)                 | 300 ~ 1,300 명            | 2 ~ 8개 중대나 포대                                      | 중령, 소령                     |
| I      | 중대(Company)                   | 60 ~ 225 명               | 2 ~ 8개 소대                                             | 소령 ~ 중위                    |
| •••    | 소대(Platoon)                   | 20 ~ 55 명                | 2개 이상의 분대, 반(Section, Partrol), 차량              | 중위 ~ 중사                    |
| ••     | 반(Section, Patrol)             | 8 ~ 20 명                 | 2개 이상의 분대(Section), 조(Crew) 또는 공격대(Fireteam) | 중사 ~ 병장                    |
| •      | 조(Crew) 또는 분대(Squad)       | 8 ~ 15 명                 | 2개 이상의 공격대(Fireteam) 또는 1개 이상의 Cell         | 하사 ~ 상등병                  |
| Ø      | 공격대(Fireteam)                | 2 ~ 5 명                  | 개별 전투원                                              | 병장 ~ 일등병                  |

## 소속
소속이란 대상과의 관계를 나타내는 것으로 미확인(unknown), 아군(friend), 중립(neutral), 적(hostile)의 4종류가 있다. 각각의 분류는 고유의 형태와 색으로 구분을 할 수 있다.
| 미확인 | 아군 | 중립 | 적 |
| ------ | ---- | ---- | -- |

보다 정확한 분류는 다음과 같다.
- 미결정 (P)
- 미확인 (U)
- 아군으로 추정 (A)
- 아군 (F)
- 중립 (N)
- 용의자 (S) (적으로 추정)
- 적 (H)
- 훈련 중 미결정 (G)
- 훈련 중 미확인 (W)
- 훈련 중 아군으로 추정 (M)
- 훈련 중 아군 (D)
- 훈련 중 중립 (L)
- 조커 (J) (훈련 중 용의자)
- 페이커 (K) (훈련 중 적)

추정의 경우 대부분 오른쪽 위에 '?'를 붙이고, 훈련 중은 대부분 오른쪽 위에 X를 붙여 표현한다. 단 조커와 페이커의 경우에는 각각 X 대신 J와 K를 붙인다. 단 전투 차원이 미확인일 경우에는 오른쪽 위 대신 기호의 중앙에 표시한다.

## 전투 차원
전투 차원(Battle dimension)이란 대상의 주요 작전 범위를 나타내는 것으로 항공/우주(Air and Space), 지상(Ground), 해상(Sea surface), 표면 밑(Subsurface)이 있다. 전투 차원을 구분할 때는 주의가 필요하다. 예를 들어 육군이나 해병대의 헬리콥터는 공중을 날아다니지만 지상 작전에 사용되므로 지상 차원으로 구분된다. 또한 해변으로 병력을 수송하는 상륙정은 해양에서 작전을 하므로 해상 차원이지만, 지상에서 전투를 목적으로 만든 상륙정의 경우에는 지상 차원으로 구분된다.
| 항공/우주 | 지상   | 해상   | 표면 밑 |
| 아군      | 아군   | 아군   | 아군    |
| 중립      | 중립   | 중립   | 중립    |
| 적        | 적     | 적     | 적      |
| 미확인    | 미확인 | 미확인 | 미확인  |
| --------- | ------ | ------ | ------- |

정확한 분류는 다음과 같다.
- 우주 (P)
- 항공 (A)
- 지상 (G)
- 해상 (S)
- 해저 (U)
- 특수작전부대(Special Operations Forces, SOF) (F)
- 기타 (X)
- 미확인 (Z)

## 다른 정보
왼쪽 아래에는 부대의 이름이 표시되고 오른쪽 아래에는 해당 부대가 소속된 상위부대의 이름이 표시된다. 따라서 이 기호는 아군의 42 기계화 보병 대대의 A 중대를 의미한다.
적군의 차량화 대전차 사단(실제로는 아마도 존재하지 않음)은 다음과 같은 기호로 표시된다.
또한 제1해병원정군의 APP-6에 따른 조직도는 다음과 같다.

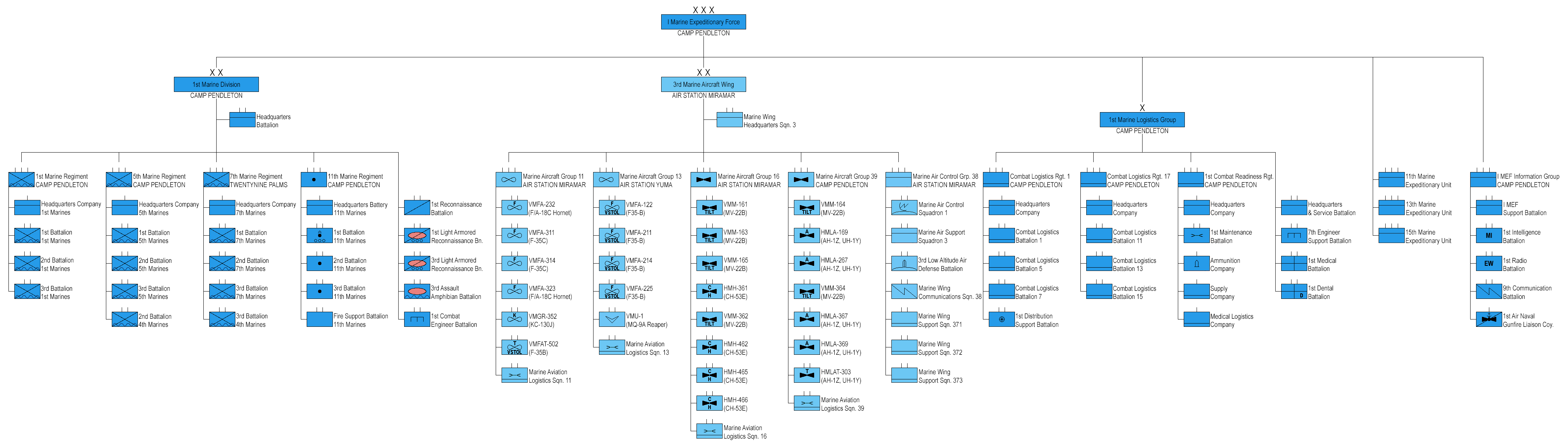
제1해병원정군의 조직

## 참고 문헌
- DISA(Defense Information Systems Agency)의 MIL-STD-2525, 2525A, B, C 설명서 보관됨 2014-07-14 - 웨이백 머신
- UK Interim APP-6A Manual (zipped PDF file) Note: this document has since been replaced with Issue 1.2, dated December 2003
- Thibault, D. U.; Commented APP-6A - Military Symbols for Land Based Systems, Defence R&D Canada – Valcartier, Technical Note TN 2005-222 (2005-08-01) (cover document)